# Arne Tollbom
Henning Arne Emil Tollbom (Helsinki, 1911. március 20. – Stockholm, 1971. november 16.) olimpiai bronzérmes svéd párbajtőrvívó.